# Chicago Marathon 2009

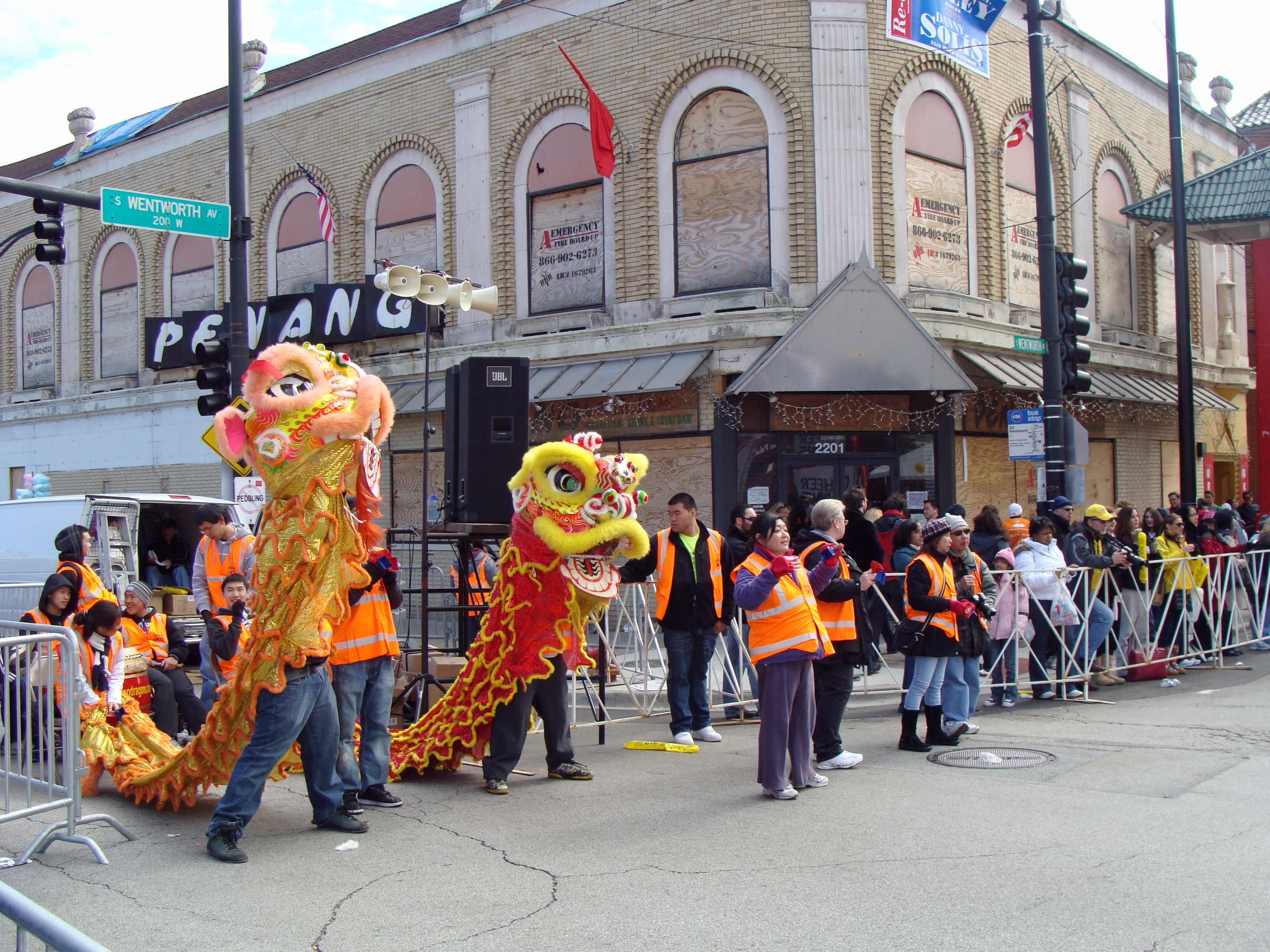
Twee Chinese draken verwelkomen de marathonlopers in China Town.

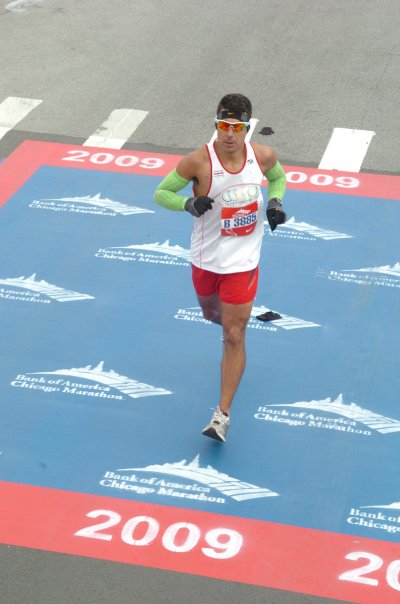
Een marathonloper komt over de eindstreep.

De Chicago Marathon 2009 vond plaats op zondag 11 oktober 2009. Het was de 32e editie van deze marathon.
De wedstrijd werd bij de mannen een overwinning voor regerend olympisch kampioen Samuel Wanjiru. De Keniaan vestigde met 2:05.41 een parcoursrecord. Het was zijn eerste overwinning in de Verenigde Staten. De Russische Lilia Sjoboechova zegevierde bij de vrouwen in 2:25.56. In 2014 werd haar overwinning echter uit de uitslag geschrapt, nadat er afwijkingen in haar biologisch paspoort waren geconstateerd. Hierdoor schoof de Duitse Irina Mikitenko, die in 2:26.31 als tweede was gefinisht, door naar de eerste plaats. 
In totaal passeerden 33.701 deelnemers de finish.

## Uitslagen

### Mannen
| rang   | naam                   | land | tijd    |
| ------ | ---------------------- | ---- | ------- |
| Goud   | Samuel Wanjiru         | KEN  | 2:05.41 |
| Zilver | Vincent Kipruto        | KEN  | 2:06.08 |
| Brons  | Charles Munyeki        | KEN  | 2:07.06 |
| 4      | Richard Limo           | KEN  | 2:08.43 |
| 5      | Wesley Korir           | KEN  | 2:10.38 |
| 6      | Isaac Macharia Wanjohi | KEN  | 2:11.09 |
| 7      | Sergio D. Reyes        | USA  | 2:15.30 |
| 8      | Tedese Tola            | ETH  | 2:15.48 |
| 9      | Patrick Rizzo          | USA  | 2:15.48 |
| 10     | Benjamin Maiyo         | KEN  | 2:16.38 |
| DSQ    | Abderrahim Goumri      | MAR  | 2:06.04 |

### Vrouwen
| rang   | naam              | land | tijd    |
| ------ | ----------------- | ---- | ------- |
| Goud   | Irina Mikitenko   | GER  | 2:26.31 |
| Zilver | Teyba Erkesso     | ETH  | 2:26.56 |
| Brons  | Berhane Adere     | ETH  | 2:28.38 |
| 4      | Deena Kastor      | USA  | 2:28.50 |
| 5      | Mizuho Nasukawa   | JPN  | 2:29.22 |
| 6      | Melissa White     | USA  | 2:32.55 |
| 7      | Tera Moody        | USA  | 2:32.59 |
| 8      | Adriana Pirtea    | ROU  | 2:34.07 |
| 9      | Elfenesh Alemu    | ETH  | 2:35.36 |
| 10     | Carol Jefferson   | USA  | 2:41.15 |
| DSQ    | Lilia Sjoboechova | RUS  | 2:25.56 |
| DSQ    | Lidia Grigorjeva  | RUS  | 2:26.47 |

1977 ·
1978 ·
1979 ·
1980 ·
1981 ·
1982 ·
1983 ·
1984 ·
1985 ·
1986 ·
1987 ·
1988 ·
1989 ·
1990 ·
1991 ·
1992 ·
1993 ·
1994 ·
1995 ·
1996 ·
1997 ·
1998 ·
1999 ·
2000 ·
2001 ·
2002 ·
2003 ·
2004 ·
2005 ·
2006 ·
2007 ·
2008 ·
2009 ·
2010 ·
2011 ·
2012 ·
2013 · 
2014 · 
2015 · 
2016 · 
2017 · 
2018 · 
2019 · 
2021 · 
2022 · 
2023